# Možina
Možina je priimek več znanih Slovencev:  
- Alenka Možina, arheologinja
- Andrej Možina (1891—1969), borec za severno mejo, aktivist NOB
- Andrej Možina (zdravnik), zdravnik kirurg, predsednik Zdravniške zbornice Slovenije
- Andrejka Možina (*1981), glasbenica violončelistka in skladateljica
- Anton Možina (1866—1927), šolnik
- Blaž Možina, učitelj
- Boris Možina (1903—1999), učitelj in gospodarstvenik, amaterski zgodovinar (mdr. napačno določil rojstne podatke Janeza Svetokriškega)
- Damjan Možina (*1975), civilni pravnik, univ. prof.
- Dušan Možina (1916—1993), abdominalni kirurg
- Gabrijel Možina (*1955), vojaški pilot in častnik
- Hugon Možina, zdravnik internist
- Ivan Možina (1912—1979), gozdar in lesar, univ. profesor
- Janez Možina (*1945), fizik in strojnik, univ. prof.
- Jože Možina (*1968), zgodovinar, novinar, TV-scenarist, urednik in publicist
- Karin Možina Žibrat - KARYN,  pevka
- Katarina Možina (*1973), humanistarna delavka, psihoterapevtka
- Livio (Livij) Možina (*1941), slikar
- Malči in Miloš Možina (*1953), folklornika
- Martin Možina (?—2025), zdravnik, primarij, strok. za zastrupitve
- Matej Možina (*1982), podjetnik (Filmska in video dejavnost)
- Miha Možina (*1990), filmski režiser, scenarist
- Miran Možina (*1957), psihiater, terapevt
- Karin Možina (*1989), pevka zabavne glasbe
- Pavla Možina (1906—1945), aktivistka OF
- Peter Možina (*1983), župnik pri sv. Križu v Ljubljani
- Sonja Smole Možina (*1963), mikrobiologinja, živilska tehnologinja, prof. BF
- Srečko Možina, astrolog
- Stane Možina (1927—2017), psiholog in sociolog, strok. za menedžment, prof. EF UL
- Tullio Možina (*1935), glabenik kitarist, pevec, komponist, ustanovitelj Tržaškega narodnega ansambla